# Російська академія природничих наук
Загальноросійська громадська організація «Російська академія природничих наук» (РАПН) — російська громадська організація, громадська академія наук, створена установчим з'їздом 31 серпня 1990 року в Москві.

## Опис
Відповідно до статуту РАПН є «творчим науковим об'єднанням вчених-природознавців і гуманітаріїв, покликаним служити розвитку науки, освіти й культури».
Гербове зображення організації містить портрет українського та радянського вченого Володимира Вернадського.
Нині РАПН включає 24 центральні секції, понад 100 регіональних і тематичних відділень, дослідницьких центрів, об'єднаних у вісім блоків, що працюють за відповідними напрямками.
Членами РАПН, в тому числі у складі керівних органів, є низка академіків державних академій наук.
Не має відношення до Російської академії наук і критикується низкою академіків та співробітників РАН за те, що дехто з її членів — особи, далекі від науки, які не мають належної освіти й визнаних наукових праць.

## Історія
Організатором і першим президентом РАПН у 1990–1992 роках був Дмитро Мінєєв.
1997 року було створено вірменську філію РАПН.
В липні 2002 року надано статус неурядової організації з консультативним статусом при ЕКОСОР ООН. Такий статус передбачає доступ до документів ООН та участь у конференціях і консультаціях, що проводяться ЕКОСОР, проте «не означає включення її до системи ООН і не дає такій організації чи її співробітникам права на будь-які привілеї, імунітети чи особливий статус».
До 2003 року кількість членів організації становила близько 4 тисяч осіб.
До складу РАПН входить автономна некомерційна організація «Науково-дослідний інститут атеросклерозу Російської академії природничих наук».